# Rubidio
El rubidio es un elemento químico de la tabla periódica cuyo símbolo es el Rb y su número atómico es 37.
El rubidio es un metal muy blando y de color blanco plateado del grupo de los metales alcalinos. El rubidio metálico comparte similitudes con el potasio y el cesio en cuanto a su aspecto físico, suavidad y conductividad. El rubidio no puede almacenarse bajo el oxígeno atmosférico, ya que se produciría una reacción altamente exotérmica, que a veces incluso provocaría el incendio del metal.
El rubidio es el primer metal alcalino del grupo que tiene una densidad superior a la del  agua, por lo que se hunde, a diferencia de los metales que están por encima de él en el grupo. El rubidio tiene un peso atómico de 85,4678. En la Tierra, el rubidio natural consta de dos isótopos: el 72,2 % es un isótopo estable 85Rb y el 27,8 % es un isótopo ligeramente radiactivo 87Rb, con una vida media de 48 800 millones de años, más del triple de la edad estimada del universo.
Los químicos alemanes Robert Bunsen y Gustav Kirchhoff descubrieron el rubidio en 1861 mediante la técnica recién desarrollada, espectroscopia de llama. El nombre proviene de la palabra en latín rubidus, que significa rojo intenso, el color de su espectro de emisión. Los compuestos de rubidio tienen diversas aplicaciones químicas y electrónicas. El rubidio metálico se vaporiza fácilmente y tiene un rango de absorción espectral conveniente, lo que lo convierte en un objetivo frecuente para la manipulación de láseres de átomos. El rubidio no es un nutriente conocido para ningún ser vivo. Sin embargo, los iones de rubidio tienen propiedades similares y la misma carga que los iones de potasio, y son captados y tratados activamente por las células animales de forma similar.

## Características principales

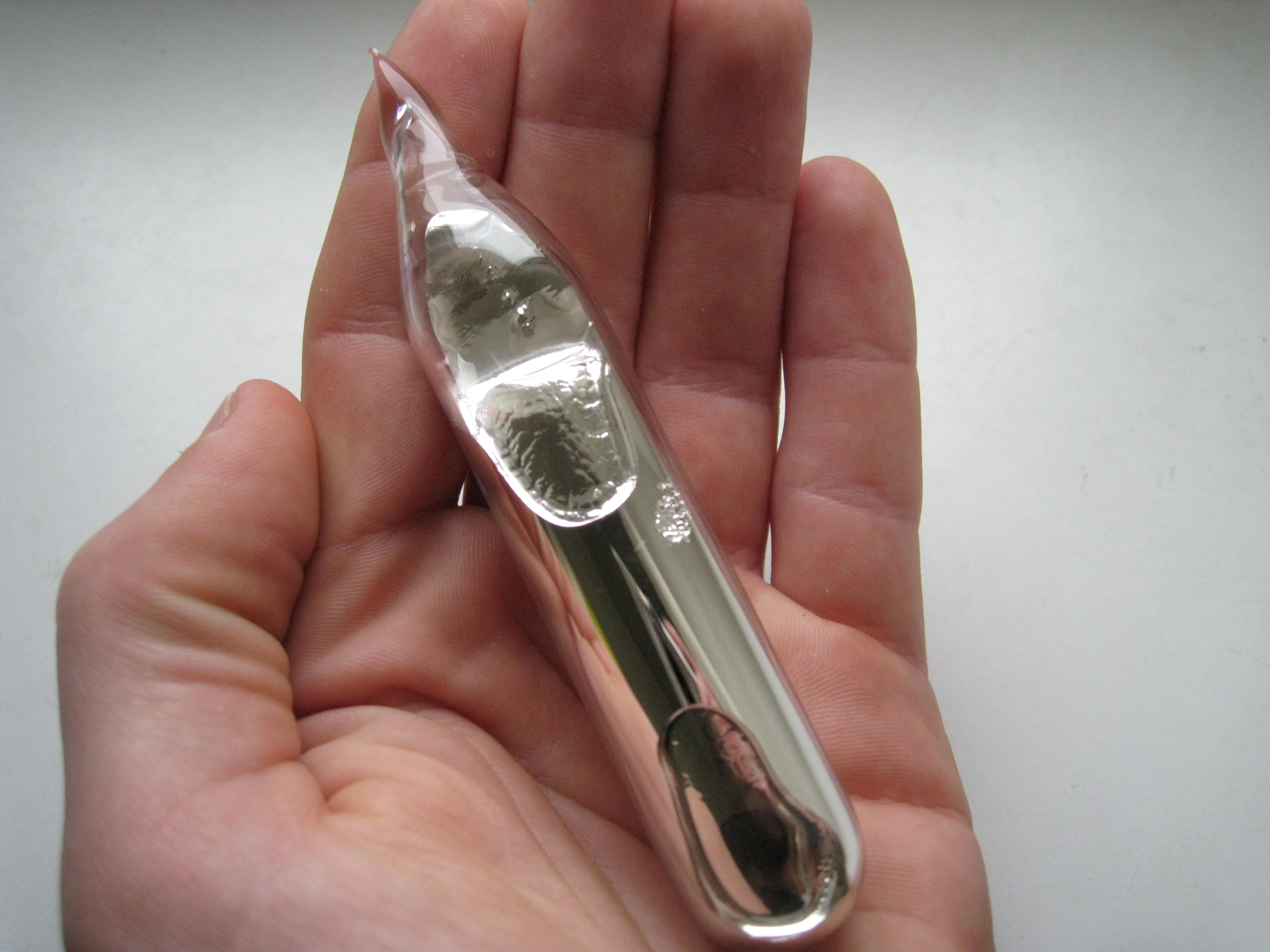
Metal de rubidio parcialmente fundido en una ampolla

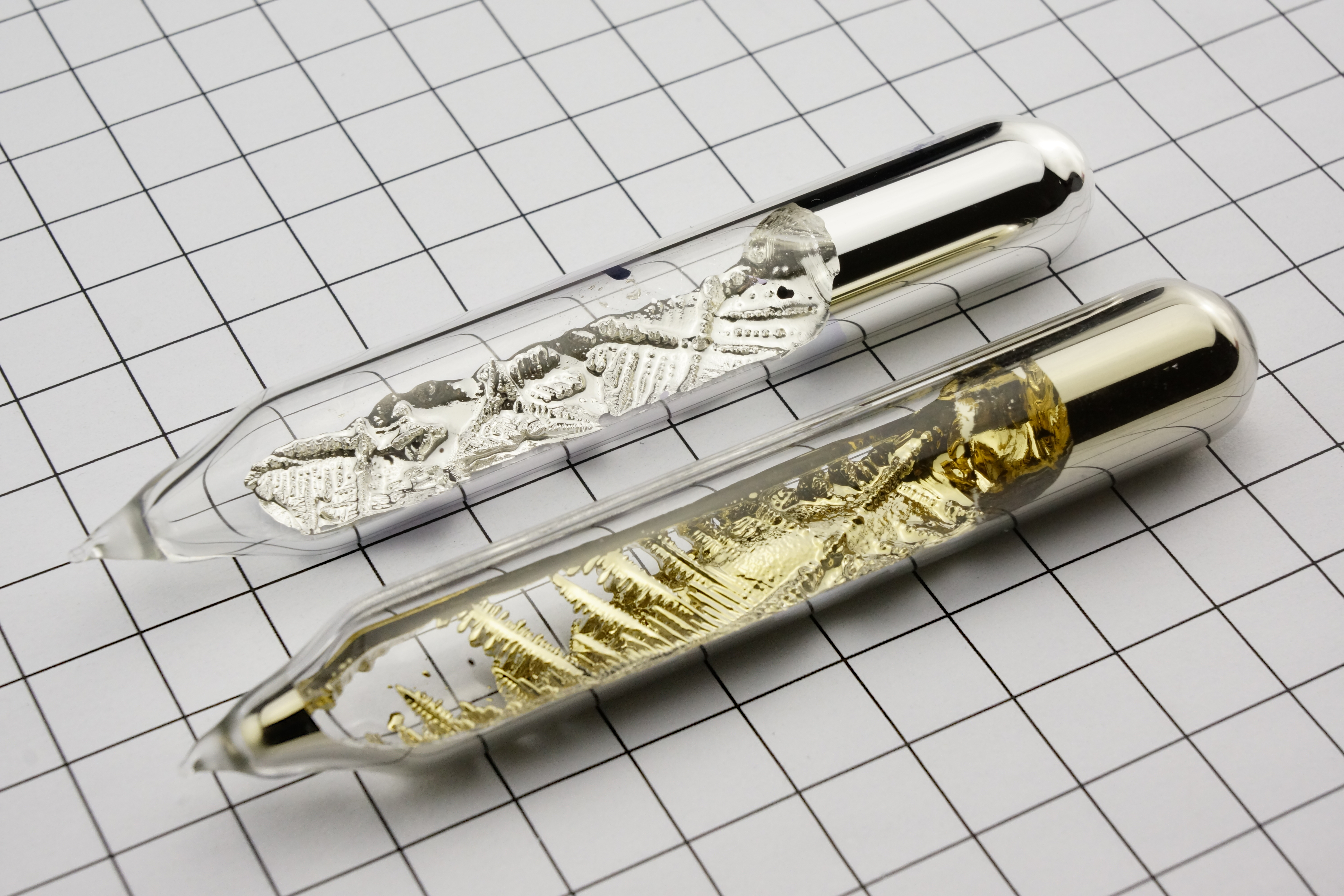
Cristales de rubidio (plateados) en comparación con cristales de cesio (dorados)

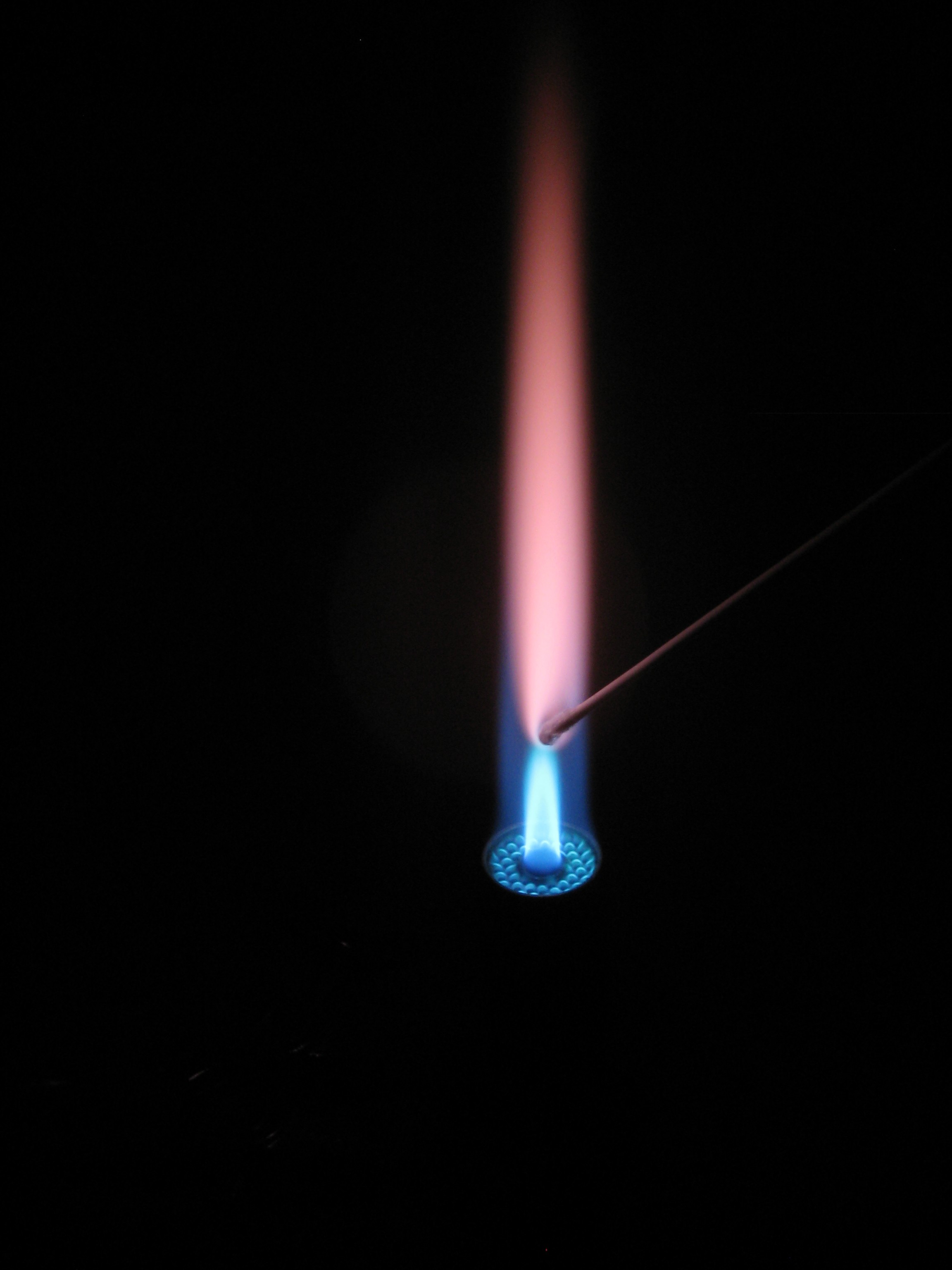
Haciendo arder el rubidio (llama violeta)

El rubidio es un metal alcalino blando, de color plateado blanco brillante que se empaña rápidamente al aire, muy reactivo. Al igual que los demás elementos del grupo 1 puede arder espontáneamente en aire con llama de color violáceo amarillento, reacciona violentamente con el agua desprendiendo hidrógeno y forma amalgama con mercurio. Puede formar  aleaciones con oro,los demás metales alcalinos, y  alcalinotérreos, antimonio y bismuto.
El rubidio es un metal muy suave,  dúctil, de color blanco plateado. Es el segundo más electropositivo de los metales alcalinos estables y se funde a una temperatura de 39,3 °C (102,7 °F). Como otros metales alcalinos, el rubidio metálico reacciona violentamente con el agua. Al igual que con el potasio (que es un poco menos reactivo) y el cesio (que es un poco más reactivo), esta reacción suele ser lo suficientemente vigorosa como para encender el gas de hidrógeno que produce. También se ha informado que el rubidio se enciende espontáneamente en el aire. Forma amalgamas con mercurio y aleaciones con oro, hierro, cesio, sodio y potasio pero no con el litio, aunque el rubidio y el litio están en el mismo grupo.
Al igual que los demás metales alcalinos presenta un único estado de oxidación (+1) y reacciona con dióxido de carbono, hidrógeno, nitrógeno, azufre y halógenos. Su obtención tiene el lugar 16 dentro de los metales más abundantes en la corteza terrestre.

### Compuestos
El cloruro de rubidio (RbCl) es probablemente el compuesto de rubidio más utilizado: entre otros varios cloruros, se utiliza para inducir a las células vivas a captar ADN; también se utiliza como biomarcador, ya que en la naturaleza sólo se encuentra en pequeñas cantidades en los organismos vivos y, cuando está presente, sustituye al potasio. Otros compuestos comunes de rubidio son el corrosivo hidróxido de rubidio (RbOH), el material de partida para la mayoría de los procesos químicos basados en el rubidio; el carbonato de rubidio (Rb2CO3), utilizado en algunos vidrios ópticos, y el sulfato de cobre de rubidio, Rb2SO4·CuSO4·6H2O. Yoduro de plata y rubidio (RbAg4I5) tiene la mayor conductividad a la temperatura ambiente de cualquier cristal iónico conocido, una propiedad explotada en las baterías de película fina y otras aplicaciones.

### Presencia
El rubidio es el vigésimo tercer elemento más abundante en la corteza terrestre, aproximadamente tan abundante como el zinc y bastante más común que el cobre. Se encuentra naturalmente en los minerales leucita, polucita ,carnalita y zinnwaldita, que contienen hasta un 1% de óxido de rubidio. La lepidolita contiene entre 0,3% y 3,5% de rubidio y es la fuente comercial del elemento. Algunos minerales de potasio y cloruros de potasio también contienen el elemento en cantidades comercialmente significativas.
El agua de mar contiene un promedio de 125 µg/L de rubidio en comparación con el valor mucho más alto de potasio de 408 mg/L y el valor mucho más bajo de 0,3 µg/L de cesio. El rubidio es el decimoctavo elemento más abundante en el agua de mar.
Debido a su gran radio iónico, el rubidio es uno de los "elementos incompatibles ". Durante la cristalización del magma, el rubidio se concentra junto con su análogo más pesado, el cesio, en la fase líquida y cristaliza en último lugar. Por lo tanto, los depósitos más grandes de rubidio y cesio son cuerpos de mineral de pegmatita zonal formados por este proceso de enriquecimiento. Debido a que el rubidio sustituye al potasio en la cristalización del magma, el enriquecimiento es mucho menos efectivo que el del cesio. Cuerpos de mineral de pegmatita de zona que contienen cantidades explotables de cesio como polucita o los minerales de litio lepidolita son también una fuente de rubidio como subproducto.
Dos fuentes notables de rubidio son los ricos depósitos de polucita en Bernic Lake, Manitoba, Canadá, y la rubiclina ((Rb,K)AlSi3O8) encontrada como impurezas en polucita en la isla italiana de Elba, con un contenido de rubidio de 17,5%. Ambos depósitos son también fuentes de cesio.[cita requerida]

## Aplicaciones
El rubidio se puede ionizar con facilidad por lo que se ha estudiado su uso en motores iónicos para naves espaciales, aunque el   xenón y el cesio han demostrado una mayor eficacia para este propósito. Se utiliza principalmente en la fabricación de cristales especiales para sistemas de telecomunicaciones de fibra óptica y equipos de visión nocturna. Otros usos son:
- Recubrimientos fotoemisores de telurio-rubidio en células fotoeléctricas y detectores electrónicos.
- Afinador de vacío, getter, (sustancia que absorbe las últimas trazas de gas, especialmente oxígeno) en tubos de vacío para asegurar su correcto funcionamiento.
- Componente de fotorresistencias (o LDR, Light dependant resistors, resistencias dependientes de la luz), resistencias en las que la resistencia eléctrica varía con la iluminación recibida.
- En medicina para la tomografía por emisión de positrones, el tratamiento de la epilepsia y la separación por ultracentrifugado de ácido nucleicos y virus.
- Fluido de trabajo en turbinas de vapor.
- El RbAg4I5 tiene la mayor conductividad eléctrica conocida a temperatura ambiente de todos los cristales iónicos y podría usarse en la fabricación de baterías en forma de delgadas láminas entre otras aplicaciones eléctricas.
- Se estudia la posibilidad de emplear el metal en generadores termoeléctricos basados en la magnetohidrodinámica de forma que los iones de rubidio generados a alta temperatura sean conducidos a través de un campo magnético generando una corriente eléctrica.
- Sirve para conseguir el color púrpura en los fuegos artificiales.

En muchas aplicaciones puede sustituirse por el cesio (o el compuesto de cesio correspondiente) por su semejanza química.

## Historia
El rubidio (del latín rubidus, rojo oscuro) fue descubierto en 1861 por Robert Bunsen y Gustav Kirchhoff en la lepidolita utilizando un espectroscopio al detectar las dos rayas rojas características del espectro de emisión de este elemento y que son la razón de su nombre. Son pocas las aplicaciones industriales de este elemento que en 1920 empezó a usarse en células fotoeléctricas habiéndose usado sobre todo en actividades de investigación y desarrollo, especialmente en aplicaciones químicas y electrónicas.

## Abundancia y obtención
Aunque el rubidio es más abundante en la corteza terrestre que el cesio, las aplicaciones limitadas y la falta de un mineral rico en rubidio limita la producción de compuestos de rubidio de 2 a 4 toneladas por año.
El rubidio es muy abundante en la corteza terrestre ya que se encuentra entre los 56 elementos que engloban conjuntamente un 0,05% del peso de la misma, no puede considerarse escaso. Representando del orden de 78 ppm en peso, es el 23.er elemento más abundante y el 16.º de los metales superando a otros metales comunes como el cobre, el plomo y el zinc de los que se extraen miles de toneladas anuales frente a las tres del rubidio. Es además 30 veces más abundante que el cesio y 4 que el litio metales de cuya obtención se extrae como subproducto. La razón de tal disparidad estriba en que no se conocen minerales en los que el rubidio sea el elemento predominante y que su radio iónico es muy similar al del potasio (2000 veces más abundante) sustituyéndole —en ínfimas cantidades— en sus especies minerales donde aparece como impureza.
Se encuentra en diversos minerales como leucita, polucita y zinnwaldita. La lepidolita contiene un 1,5% de rubidio (puede superar en ocasiones el 3,15%) y es de donde se obtiene el metal en su mayoría; también otros minerales de potasio y cloruro de potasio contienen cantidades significativas de rubidio como para permitir su extracción rentable, así como los depósitos de polucita (que pueden contener hasta un 1,35% de rubidio) entre los que destacan los del lago Bernic en Manitoba (Canadá).
El metal se obtiene, entre otros métodos, reduciendo el cloruro de rubidio con calcio en vacío, o calentando su hidróxido con magnesio en corriente de hidrógeno. Pequeñas cantidades pueden obtenerse calentando sus compuestos con cloro mezclados con óxido de bario en vacío. La pureza del metal comercializado varía entre 99 y 99,8%.

## Isótopos
Se conocen 24 isótopos de rubidio y existiendo en la naturaleza tan solo dos, el Rb-85 y el radioactivo Rb-87. Las mezclas normales de rubidio son ligeramente radiactivas.
El isótopo Rb-87, que tiene un periodo de semidesintegración de 48,8 × 1010 años, se ha usado mucho para la datación radiométrica de rocas. El Rb-87 decae a Sr-87 estable emitiendo una partícula beta negativa. Durante la cristalización fraccionada, el estroncio tiende a concentrarse en la plagioclasa quedando el rubidio en la fase líquida, de modo que la razón Rb/Sr en el magma residual se incrementa a lo largo del tiempo. Las mayores razones —de 10 o más— se hallan en las pegmatitas. Si la cantidad inicial de estroncio es conocida o puede extrapolarse, midiendo las concentraciones de Rb y Sr y el cociente Sr-87/Sr-86 puede determinarse la edad de la roca. Evidentemente la edad medida será la de la roca si ésta no ha sufrido alteraciones después de su formación.
La frecuencia de resonancia del átomo de Rb-87 se usa como referencia en normas y osciladores utilizados en transmisores de radio y televisión, en la sincronización de redes de telecomunicación y en la navegación y comunicación vía satélite. El isótopo se emplea además en la construcción de relojes atómicos.
El isótopo Rb-82 se utiliza en la obtención de imágenes del corazón mediante tomografía por emisión de positrones. Debido a su corto periodo de semidesintegración (1,273 minutos) se sintetiza, antes de su administración, a partir de estroncio-82 ya que en tan solo un día se desintegra prácticamente por completo

## Precauciones
El rubidio reacciona violentamente con el agua pudiendo provocar la inflamación del hidrógeno desprendido en la reacción:
2 Rb + 2 H2O → 2 RbOH + H2
Para asegurar la pureza del metal y la seguridad en su manipulación se almacena bajo aceite mineral seco, en vacío o en atmósfera inerte.